# Friedrich Hofmann
Friedrich Hofmann (2 de noviembre de 1866 - 29 de octubre de 1956) fue un químico y farmacéutico alemán conocido por ser el inventor del caucho sintético.

## Biografía
Friedrich Hofmann, que empleaba el sobrenombre de Fritz, nació el 2 de noviembre de 1866 en la pequeña localidad alemana de Kölleda, cerca de Weimar. Era el sexto hijo de una familia de comerciantes. Realizó sus estudios primarios en un colegio religioso de Donndorf y en la escuela regional de Pforta. A continuación empezó a trabajar como aprendiz en la principal farmacia de Gotinga. Después de eso marchó a Berlín a estudiar la carrera de Farmacia. Tras realizar sus estudios y aprobar la reválida, obtuvo su capacitación profesional como farmacéutico. 
Aparentemente, esto no le bastó, pues a continuación Hofmann se matriculó en la Universidad de Rostock para estudiar Química. Allí se doctoró magna cum laude en el año 1895. Durante dos años, Hofmann impartió clases en la Universidad Técnica de Aquisgrán, hasta que el día 1 de agosto de 1897 empezó a trabajar en la fábrica de Bayer & Co. en Elberfeld.

## Contribuciones a la Farmacia
Durante los años que estuvo en Bayer, Hofmann participó muy activamente en el desarrollo de productos farmacéuticos. Los empleados del entonces recién fundado Instituto de Quimioterapia, por ejemplo, trabajaron bajo su dirección en la búsqueda de principios activos contra enfermedades como la tuberculosis, la malaria o el cáncer.
Él mismo preparó numerosos estudios sobre analgesia y también colaboró en el desarrollo de productos fitosanitarios. Tras 21 años de actividad profesional, y siendo director de diversos laboratorios científicos, en el año 1918, a los 52 años de edad, Hofmann abandonó la empresa para dedicarse hasta su jubilación a la dirección del Instituto de Investigación del Carbón que la Sociedad Kaiser Wilhelm para el Fomento de las Ciencias tiene en la ciudad de Breslau.

## Caucho sintético
Con todo, la aportación más importante de Friedrich Hofmann a la Ciencia sigue siendo el desarrollo del caucho sintético. Con el progreso de la industrialización, a comienzos del siglo XX se había llegado al límite de lo posible con productos fabricados a base de caucho natural. Además de no poder hacer frente a la fuerte demanda de productos de caucho, esta materia prima estaba sometida a oscilaciones en lo referido a calidad y precio. Asimismo, el caucho natural no era lo suficientemente resistente al calor y casi no se podía someter a modificaciones químicas.
En el año 1906, la convocatoria de un premio por parte de su empleador, la compañía Farbenfabriken vorm. Friedrich Bayer & Co., situada en la localidad alemana de Elberfeld, así como un artículo que casualmente cayó en sus manos sobre la posibilidad de sintetizar caucho, motivaron a Hofmann para empezar a buscar una alternativa sintética al caucho natural. La dirección de la empresa percibía que la acelerada demanda de caucho para la fabricación de neumáticos y para su aplicación en la industria eléctrica supondría un beneficioso negocio, siempre que se pudiera fabricar caucho artificial.
Hofmann se puso manos a la obra y en menos de tres años logró desarrollar un caucho metilo que fue patentado en la Oficina Imperial de Patentes de Alemania el día 12 de septiembre de 1909 con el número 250 690 y bajo la denominación de «Procedimiento para la fabricación de caucho artificial». 
Hoy en día el caucho sintético tiene una gran cantidad de aplicaciones, desde la fabricación de neumáticos hasta la manufactura de balones, guantes o protectores de pantallas.
El año 2009, con motivo del centenario, se ha organizado el primer día mundial del caucho el 12 de septiembre para conmemorar este descubrimiento y recordar a su artífice, Fritz Hofmann.

## Premios y honores
En el año 1912 su investigación sobre el caucho le valió la medalla de oro Emil Fischer que otorga la Asociación de Químicos Alemanes. Además, en el año 1941 recibió la Medalla Goethe de las Artes y las Ciencias. Ese mismo año, la Academia Real Sueca le otorgó la Medalla Laval a las ciencias por su síntesis del caucho. Con motivo de su 70 cumpleaños, Hofmann fue nombrado ciudadano de honor de las ciudades de Breslau y Kölleda. 
Hofmann, que fue además profesor honorario de Química y Metalurgia, falleció en Hannover el día 29 de octubre de 1956, a los 89 años de edad.

## Fuente
- Biografía en LANXESS. (enlace roto disponible en Internet Archive; véase el historial, la primera versión y la última). (En inglés)

- Datos: Q72367
- Multimedia: Fritz Hofmann (chemist) / Q72367